# Deep Water Soloing

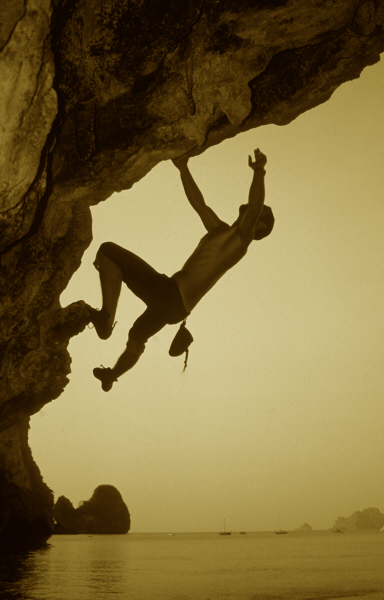
Ton Sai Beach, Krabi, Thailand

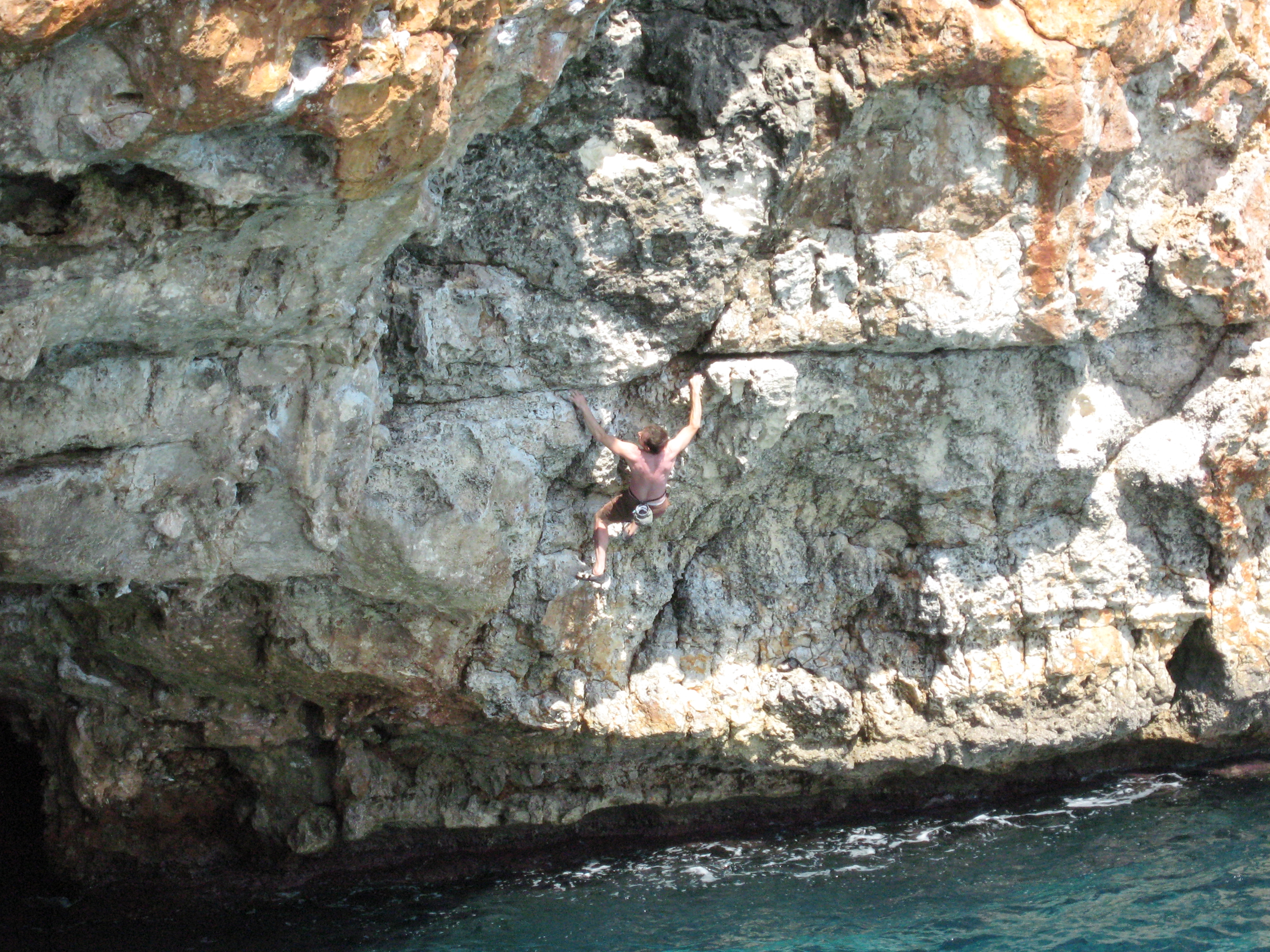
Psicobloc an der Cala Varques

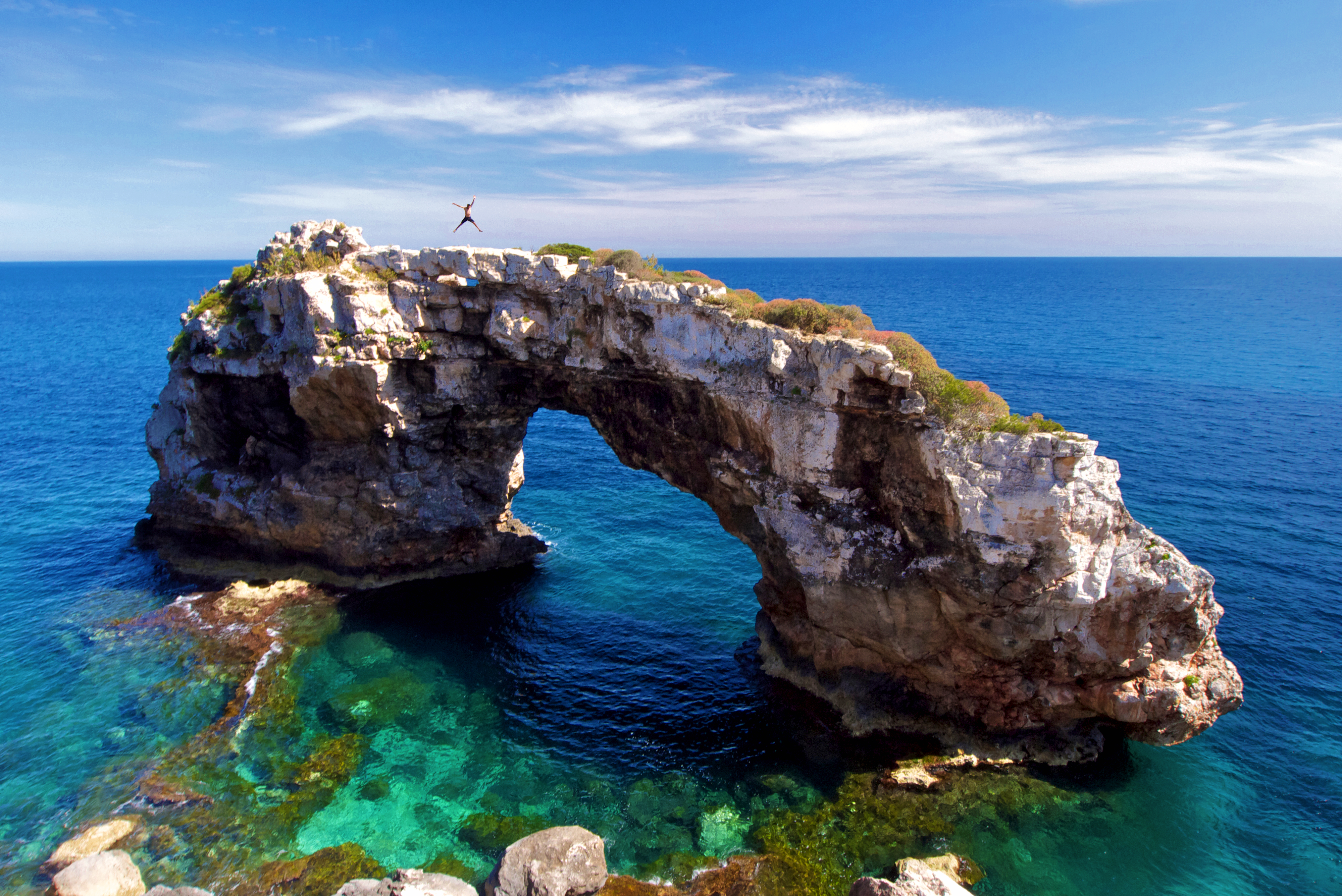
Es Pontas, Mallorca, Spanien

Mit Deep Water Soloing (DWS) oder auch Psicobloc bezeichnet man Free-Solo-Klettern über tiefem Wasser, das bei einem Sturz den Kletterer auffängt. So kann auf Sicherung verzichtet und trotzdem ohne Lebensgefahr in einem hohen Schwierigkeitsgrad geklettert werden, bei dem Stürze nicht auszuschließen sind. Das Erlebnis ist besonders intensiv, birgt aber auch Gefahren, da die Klippen, die erklettert werden, 25 Meter oder höher sein können. Siehe auch Physik des Eintauchens in Wasser.
Voraussetzung für DWS ist eine sturzfreundliche Wand, d. h. senkrechte oder überhängende Neigung ohne Hindernisse in der Falllinie, sowie ausreichend tiefes Wasser. Umgekehrt kann der Kletterer die maximale Höhe seiner Route durch die Tiefe des darunterliegenden Wassers bestimmen.

## Bekannte Orte
Gebiete, in denen Deep Water Soloing möglich ist, sind unter anderem Klippen auf Mallorca, Malta, in Kroatien, Thailand, Vietnam und an der Côte d’Azur (Cap d’Antibes, Coco Beach, Point de l’Aiguille). Aber auch in den Steinbrüchen von Löbejün bei Halle und in Kochel über dem Kochelsee sind Deep Water Solos möglich.
| Ort          | Land                       | Wandhöhe | Karte   |
| ------------ | -------------------------- | -------- | ------- |
| Es Pontàs    | Spanien, Mallorca          | 15 m     | (Karte) |
| Lan Ha Bucht | Vietnam                    | 20 m +   |         |
| Löbejün      | Deutschland, Halle         |          | (Karte) |
| Kochelsee    | Deutschland, Kochel am See | 12 m     | (Karte) |

## Kletterer
Im Sommer 2006 hat Chris Sharma die wohl weltweit schwerste Deep Water Solo-Route namens Es Pontàs an einem freistehenden Felsbogen mit gleichen Namen vor der Küste Mallorcas zwischen der Cala Santanyí und der Cala Llombards erstbegangen. Eine der Schlüsselstellen war dabei ein weiter Sprung in der ersten Hälfte der Route. Sharma ließ seine Begehung zwar unbewertet, aufgrund seiner Aussagen zur Route wird jedoch vermutet, dass die Tour ähnlich schwer ist wie die von ihm begangene Route Realization (9a+). Mittlerweile haben der Slowene Jernej Kruder und der Deutsche Jan Hojer die Route wiederholt und den Schwierigkeitsgrad 9a+ bestätigt.
Weitere prominente Vertreter der Deep-Water-Solo-Szene sind oder waren Miquel Riera, Klem Loskot, Tim Emett und David Lama.

## Breitensport
Außer als Extremsportart können Breitensportler das DWS auch als Genusskletterei ausüben. Durch die implizite Absicherung (tiefes Wasser) ist keinerlei technisches Material und kein Handgriff für dessen Bedienung notwendig. Dadurch bleibt die Konzentration auf die eigentliche Tätigkeit oder auch auf deren Genuss ununterbrochen fokussiert.
Ebenfalls überflüssig wird das Einhalten einer bestimmten Linie oder Route. Der gesamte Fels stellt sich als großflächiges Angebot anstatt als lineare Aufgabe dar. Experimentieren und Improvisieren spielen beim DWS eine größere Rolle als das Wiederholen von Routen.

## Psicobloc
Psicobloc ist ein spanischer, von Miquel Riera geprägter Ausdruck für Deep Water Soloing, aber auch die Bezeichnung eines Wettkampfes, bei dem eine künstliche Kletterwand über einem Schwimmbecken aufgebaut wird. Der Wettkampf wurde von Chris Sharma 2013 initiiert und 2014 erstmals in Salt Lake City (Utah) durchgeführt. 2015 folgte Mailand (Italien) und 2016 wieder Salt Lake City.